# مقاتلة ثقيلة

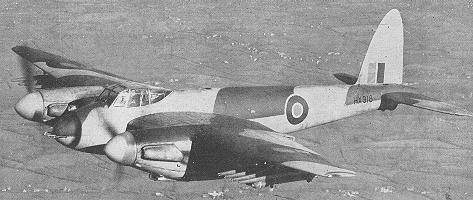

مقاتلة ثقيلة هي طائرة مقاتلة مصممة لحمل أسلحة أثقل أو للعمل على مسافات أطول من الطائرات المقاتلة الخفيفة. لتحقيق الأداء المقبول، كان معظم المقاتلات الثقيلة يعملون بمحركين، وكان للعديد منهم أطقم متعددة الأماكن. في ألمانيا، كانت تعرف باسم zerstörer ، أي «المدمرة». 

## ألمانيا

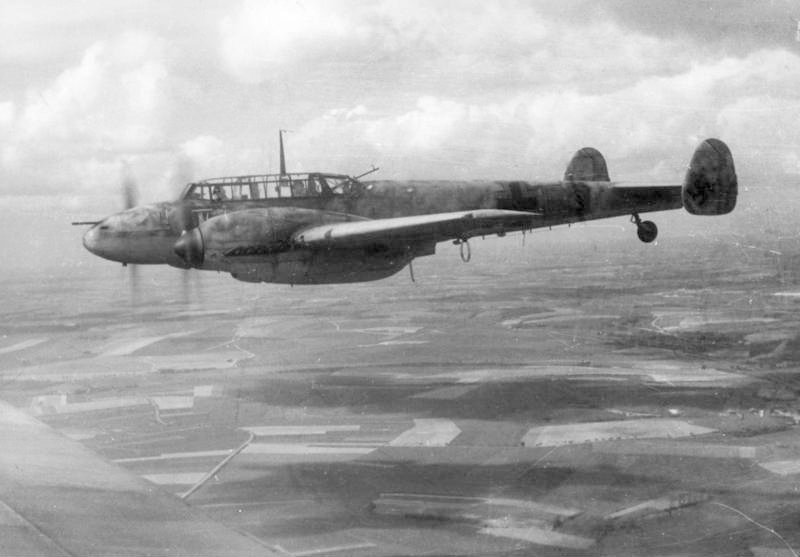
طائرات مسرشميت مي 110

كان تصميم المقاتلة الثقيلة الرئيسي هو ماسرشميت بي إف 110، المقاتلة الألمانية التي كان يعتبرها سلاح الجو الألماني قبل الحرب أكثر أهمية من مقاتلاتهم ذات المحرك الواحد. تم تعيين العديد من أفضل الطيارين في أجنحة ماسرشميت بي إف 110، كانت تستخدم المقاتلات الأخف للدفاع، فإن المدمرات أو الطائرات الأثقل خصصت للقيام بمهام هجومية. 